# La Chapelle-Onzerain
La Chapelle-Onzerain är en kommun i departementet Loiret i regionen Centre-Val de Loire strax norr Frankrikes mitt. Kommunen ligger i kantonen Patay som tillhör arrondissementet Orléans. År 2022 hade La Chapelle-Onzerain 110 invånare.

## Befolkningsutveckling
Antalet invånare i kommunen La Chapelle-Onzerain
| Referens: INSEE |